# Gramàtica japonesa

Gramàtica japonesa (日本語文法) en japonès.

El japonès és una llengua aglutinant, sintètica, amb una fonologia basada en mores, una llargada fonèmica de vocals i consonants i un accent tonal que permet diferenciar paraules. L'estructura bàsica gramatical és SOV (subjecte-objecte-verb), si bé en casos de tematització i rematització el verb pot aparèixer abans. Els modificadors dels constituents de la frase són sempre anteposats (adjectiu-nom, oració relativa-nom). Les funcions gramaticals es marquen amb postposicions anomenades partícules (no hi ha preposicions). També existeixen partícules de final de frase que serveixen per a exhortar, exclamar, afirmar, interrogar o afegir impacte emocional. Una característica interessant del japonès (compartida amb el coreà) és el marcatge d'un tema, separat del marcatge del subjecte lògic, per bé que de vegades poden coincidir. Els substantius no tenen ni gènere ni nombre i no hi ha articles. Els verbs es conjuguen en temps i diàtesi, però no en persona. Els adjectius també es conjuguen. El japonès té un sistema d'honorífics i formes verbals i adjectivals que canvien segons l'estatus de qui parla, qui escolta i qui es menciona.

## Escriptura
El japonès presenta tres tipus d'escriptura diferents, quelcom d'insòlit en les llengües humanes: els dos sil·labaris nadius del Japó creats a partir de caràcters xinesos, hiragana (ひらがな) i katakana (カタカナ), i els kanji (漢字) o caràcters xinesos importats. També es fan servir caràcters llatins esporàdicament en alguns préstecs concrets.
A grans trets, els kanji constitueixen els nuclis semàntics dels substantius, adjectius i verbs, mentre que el hiragana es fa servir per a les desinències verbals i adjectivals, així com demostratius, partícules i algunes paraules que escrites habitualment en hiragana en comptes de kanji. El katakana serveix principalment per als préstecs estrangers (majoritàriament anglesos, però també portuguesos, alemanys o holandesos) i com a recurs expressiu semblant a la cursiva o la negreta.

## Frases i clàusules
En japonès escrit la unitat més gran és el text (文章 bunshou), format per frases (文 bun), que estan formades per clàusules o proposicions (文節 bunsetsu). Com en xinès clàssic i coreà clàssic, en japonès no hi ha espais entre les paraules. La separació lèxica s'aconsegueix gràcies a l'eix pivotant dels kanji amb l'ajuda de les partícules gramaticals i les desinències verbs i adjectivals. Un exemple de frase:
- 冑の中に、晴れ渡った夜空のような色の瞳を光らせてアルスラーンは老騎士に尋ねた。
  - kabuto no naka ni, harewatatta yozora no youna iro no hitomi wo hikarasete arusuraan wa roukishi ni tazuneta
- Amb les pupil·les del color d'una nit clara brillant-li a dins de l'elm, l'Arslan li va preguntar al vell cavaller.

Els caràcters en negreta són kanji, els subratllats és katakana i la resta són hiragana. És gràcies tant als kanji com a les diferents partícules i desinències que hom sap on acaba una paraula i on comença la següent. Fonèticament, molts cops les partícules són concebudes com un apèndix de la paraula anterior. A continuació una clàusula nominal amb barres verticals que separen els "blocs lògics": 
晴れ渡った | 夜空の | ような | 色の | 瞳
harewatatta | yozora no | youna | iro no | hitomi
Aclarit | cel nocturn PART.GENITIVA | semblant a | color PART.GENITIVA | pupil·la
Pupil·les del color d'una nit clara.

### Direcció d'escriptura
En japonès hi ha dues maneres d'escriure: 縦組み (tategumi) i 横組み (yokogumi). La primera fa referència a l'escriptura vertical de dreta a esquerra, i la segona a l'escriptura horitzontal d'esquerra a dreta. La tradicional és la primera, heretada del sistema cultural xinès, i és com s'editen totes les novel·les i diaris actuals, així com la majoria de revistes. La segona, d'estil occidental, es fa servir per a publicacions científiques, Internet i ofimàtica en general.
En la 縦組み o escriptura vertical el text comença a l'angle superior dret de la pàgina, i continua cap avall; un cop arribat a baix de tot, es continua la següent columna a l'esquerra de la primera columna, i així successivament.

## Signes de puntuació
El japonès compta amb un sistema propi de signes de puntuació, alguns dels quals són semblants als nostres, si bé tenen una forma una mica diferent. Els principals són:
| Signe | Nom en japonès                    | Significat           |
| ----- | --------------------------------- | -------------------- |
| 。    | まる (maru) 句点 (kuten) 点 (ten) | Punt                 |
| 、    | 読点 (touten)                     | Coma japonesa        |
| ,     | コンマ (konma)                    | Coma occidental      |
| ：    | コロン (koron)                    | Dos punts            |
| ！    | 感嘆符 (kantanfu)                 | Signe d'exlamació    |
| ？    | 疑問符 (gimonfu)                  | Signe d'interrogació |
| （）  | 括弧 (kakko)                      | Parèntesi            |

Del punt i coma japonesos també se'n diu conjuntament 句読点 (kutouten).
De parèntesis també n'hi ha molts tipus, a continuació n'oferim una llista més o menys exhaustiva:
| Signe | Nom en japonès                       | Traducció literal           | Usos |
| ----- | ------------------------------------ | --------------------------- | --- |
| 「」  | 鉤括弧 (kagikakko)                   | parèntesi de clau           | - Per a diàlegs o citacions (anàleg als guions llargs o les cometes baixes) - També com a marca d'èmfasi, semblant a les nostres cometes. |
| 『』  | 二重鉤括弧 (nijuu kagikakko)         | parèntesi de clau doble     | - Títols d'obres o publicacions en un text. - A l'interior dels kagikakko com a segones cometes.                                          |
| 【】  | 墨付き括弧 (sumitsuki kakko)         | parèntesi amb tinta negra   | - Principalment en encapçalaments i entrades, especialment en diccionaris de kanji.                                                       |
| （）  | 丸括弧 (marukakko) パーレン (paaren) | parèntesi rodó              | - Per a escriure com es llegeix una paraula, ja sigui amb kanji o un préstec lingüístic.                                                  |
| 〔〕  | 亀甲括弧 (kikkoukakko)               | parèntesi closca de tortuga | - Es fa servir de vegades en les cites.                                                                                                   |
| ｛｝  | 波括弧 (namikakko)                   | parèntesi onada             | - Es fa servir sobretot en matemàtiques                                                                                                   |
| ［］  | 角括弧 (kakukakko)                   | parèntesi angle             | - Es fa servir molt en matemàtiques |
| ＜＞  | 山括弧 (yamakakko)                   | parèntesi muntanya          | - Per a les cites, malgrat que no es fa servir gaire.                                                                                     |
| «»    | 二重山括弧 (nijuu yamikakko)         | parèntesi muntanya doble    | - Per a èmfasi dins d'una frase, molt poc usat.                                                                                           |

## Classificació de les paraules
La tradició terminològica japonesa separa les paraules japoneses en dues categories principals: 自立語 (jiritsugo, 'mots independents') i 付属語 (fuzokugo, 'mots auxiliars). Els primers tenen un significat lèxic, mentre que els segons tenen una funció purament gramatical.
Els mots independents es poden dividir en
- 活用語 (katsuyougo), mots conjugables, que inclou:
  - 動詞 (doushi), verbs (ex: 行く, 殴る, 泳ぐ, する, 来る...)
  - 形容詞 (keiyoushi), adjectius propis (ex: 暖かい, 眩しい...)
  - 形容動詞 (keiyoudoushi), adjectius verbals o nominals (ex: 自然, きれい...)

- 非活用語 (hikatsuyougo), mots no conjugables, que inclou:
  - 名詞 (meishi), substantius (ex: 雪, 社会, 驚き...)
  - 代名詞 (daimeishi), pronoms (ex: 私, 俺ら, 我々...)
  - 副詞 (fukushi), adverbis (ex: さっさと, 遅く, ゆっくり...)
  - 接続詞 (setsuzokushi), conjuncions i connectors (ex: また, だから, しかし...)
  - 感動詞 (kandoushi), interjeccions (ex: ああ, うあッ...)
  - 連体詞 (rentaishi), modificadors nominals (ex: あの, あらゆる...)

Els mots auxiliars també es poden dividir en
- 活用語 (katsuyougo), mots conjugables, que inclou:
  - 助動詞 (jodoushi), verbs auxiliars (ex: れる, ない, ます...)

- 非活用語 (hikatsuyougo), mots no conjugables, que inclou:
  - 助詞 (joshi), partícules (ex: は, を, の...)

## Substantius (名詞meishi)

### Gènere i nombre dels substantius
El japonès no té ni gènere gramatical, ni nombre, ni articles (tot i que el demostratiu その sono molts cops es tradueix com a article el/la/els/les). És per això que els lingüistes estan d'acord que els substantius japonesos no tenen flexió possible: 猫 neko es pot traduir com a gat, gats, un gat, uns gats, el gat... segons el context. Tanmateix, els substantius poden prendre uns prefixos honorífics: o- per als substantius natius i go- per als substantius sinojaponesos. Alguns exemples s'indiquen a la taula següent. En alguns casos hi ha supletisme com amb l'exemple d'arròs:
| Simple      | Honorífic                     | Significat |
| ----------- | ----------------------------- | ---------- |
| 飯 meshi    | ご飯 go-han                   | Arròs      |
| 金 kane     | お金 o-kane                   | Diners     |
| 体 karada   | お体 o-karada 御身 onmi       | Cos        |
| 言葉 kotoba | お言葉 o-kotoba 詔 mikotonori | Mot(s)     |

Malgrat tot, hi ha un nombre restringit de substantius que presenten formes col·lectives: els pronoms personals. Alguns exemples: 私たち (watashitachi, 'nosaltres'), 僕ら (bokura, 'nosaltres' informal i més masculí), 俺ら (orera, 'nosaltres' vulgar i masculí), etc. Hi ha un pronom personal poc comú, 我 (ware, 'jo'), que es duplica per a la forma col·lectiva: 我々 (wareware).
També hi ha el sufix col·lectivitzador -達 (tachi), que es fa servir amb noms de persona per a transmetre la idea de "aquesta persona i companyia", "aquesta persona i els seus amics", o qualsevol grup del qual la persona és la "representant"; per exemple, 明美達 (Akemi-tachi), 'l'Akemi i companyia'.

### Substantius verbals
Si bé les classificacions tècniques són molt renyides, hi ha un tipus de substantiu que es pot conjugar. Concretament, se li afegeix el verb comodí する (suru, 'fer'), que és el que es conjuga. Aquest fenomen és molt productiu, i afecta sobretot els substantius sinojaponesos, però també alguns de japonesos:
- 結婚 (kekkon, 'casament/matrimoni') →結婚する (kekkon suru, 'casar-se')
- 散歩 (sanpo, 'passejada') →散歩する (sanpo suru, 'passejar')
- 買い物 (kaimono, 'compra, de compres') →買い物する (kaimono suru, 'anar de compres, fer la compra') [subst. japonès]
- 説明 (setsumei, 'explicació') → 説明する (setsumei suru, 'explicar')

### Etimologia dels substantius
Segons la seva etimologia, els substantius japonesos es poden dividir en diferents grups i subgrups, que també sol determinar amb quina escriptura s'escriu la paraula:
1. 和語 (wago): mots d'origen japonès, heretats del japonès antic. S'escriuen amb un sol kanji o en hiragana. Curiosament, la paraula wago no és d'origen japonès, sinó xinès. Un sinònim de 'wago' que sí que és d'origen japonès és 大和言葉 (yamatokotoba, 'mots de Yamato'; Yamato és un nom antic per al Japó).
2. 漢語 (kango): mots d'origen xinès o creats a partir d'elements xinesos. Estan compostos de dos o més kanji. També se'n diu 'mots sinojaponesos'.
  1. 和製漢語 (waseikango): mots creats al Japó sobretot durant l'època Meiji a partir de caràcters xinesos per expressar tots els nous termes importats d'Occident. Molts s'han exportat al xinès, vietnamita i altres idiomes asiàtics.
3. 外来語 (gairaigo): préstecs estrangers que no són del xinès (anglès, portuguès, holandès, alemany, italià, espanyol...). S'escriuen en katakana.
  1. 和製外来語 (waseigairaigo): mots creats al Japó a partir de paraules estrangeres, que, però, han adoptat un significat diferent de la paraula original. La majoria són de l'anglès (和製英語 waseieigo), però també n'hi ha de més antics del portuguès o el neerlandès.

#### Paraules japoneses (和語wago)
Les paraules purament japoneses són totes aquelles paraules nadiues de l'arxipèlag japonès que no es van importar del xinès. Tots els adjectius propis (形容詞) i verbs (動詞), així com substantius d'un sol kanji i algun substantiu de dos kanji esporàdic, són paraules japonesos (a banda dels mots gramaticals). Les paraules japoneses es pronuncien gairebé totes amb l'anomenada 訓読み kun'yomi o lectura kun.
Existeixen alguns mots de més d'un kanji que van ser encunyats al Japó, 

#### Paraules sinojaponeses (漢語kango)
Les paraules sinojaponeses són totes les paraules d'origen xinès que es van importar al Japó durant la història de contacte entre la Xina i el país nipó. Inclou la immensa majoria de substantius i adjectius de dos o més kanjis (llevat dels 四字熟語 yojijukugo), així com els substantius verbals. S'acostumen a llegir amb la 音読み onyomi o lectura on, és a dir, la pronúncia xinesa dels caràcters adaptada a la fonètica japonesa.
Componen el gruix de lèxic més elevat, poètic, tècnic i literari. Normalment, l'ús de kango eleva el registre del discurs. És freqüent que hi hagi equivalents kango-wago per a moltes paraules, i l'ús d'un o l'altre es deu tant el registre com matisos de significat. Alguns exemples de substantius verbals i verbs:
| Kango    | Pronúncia     | Wago   | Pronúncia | Significat         |
| -------- | ------------- | ------ | --------- | ------------------ |
| 解決する | kaiketsu suru | 解く   | toku      | resoldre           |
| 停止する | teishi suru   | 止まる | tomaru    | aturar-se          |
| 変化する | henka suru    | 変わる | kawaru    | canviar, mutar     |
| 翻訳する | hon'yaku suru | 訳す   | yakusu    | traduir            |
| 使用する | shiyou suru   | 使う   | tsukau    | fer servir, emprar |

Tanmateix, molts kango no tenen cap equivalent directe wago i són la paraula d'ús comú. Exemples:
| Paraula  | Pronúncia      | Significat      |
| -------- | -------------- | --------------- |
| 管理する | kanri suru     | administrar     |
| 行動する | koudou suru    | actuar          |
| 注目する | chuumoku suru  | prestar atenció |
| 協力する | kyouryoku suru | col·laborar     |

##### 和製漢語 (waseikango)
Mots encunyats al Japó a partir de caràcters xinesos, primer durant l'època preMeiji, però especialment durant l'època de la Restauració Meiji, durant la qual hi va haver una gran importació de vocabulari de política, ciència, llei i filosofia d'Occident. Molts d'aquests mots es van exportar al xinès i altres llengües asiàtiques. Es llegeixen amb la lectura on.
Alguns exemples de waseikango preMeiji són 芸者 (geisha) i 忍者 (ninja).
Exemples de waseikango de l'època Meiji són 文化 (bunka, 'cultura'), 文明 (bunmei, 'civilitazió'), 進化 (shinka, 'evolució'), 法律 (houritsu, 'llei'), 資本 (shihon, 'capital'), 哲学 (tetsugaku, 'filosofia'), 電話 (denwa, 'telèfon'), 科学 (kagaku, 'ciència'), 物理 (butsuri, 'física'), 共和 (kyouwa, 'república).

#### Estrangerismes (外来語gairaigo)
Article principal: Estrangerismes en japonès
Els estrangerismes en japonès que no provenen del xinès (és a dir, que no són kango), provenen majoritàriament de les llengües europees. Per a més informació, vegeu l'article principal.
Cal comentar els estrangerismes d'origen sànscrit (梵語 bongo), el nombre dels quals en japonès no és gens menyspreable, tots mots que tenen a veure amb el budisme i l'hinduisme. A diferència dels estrangerismes europeus, que s'escriuen tots en katakana, els estrangerismes sànscrits s'escriuen en kanji o hiragana.
| Mot      | Pronúncia  | Mot original | Significat                                                              |
| -------- | ---------- | ------------ | ----------------------------------------------------------------------- |
| 刹那     | setsuna    | kṣaṇa        | instant (un kshana és la duració d'un acte mental, de vora 1/75 segons) |
| 旦那     | danna      | dāna         | amo, patró, marit                                                       |
| 阿弥陀仏 | amidabutsu | Amitābha     | Amitabha, el principal buda de l'escola budista Terra Pura              |
| 奈落     | naraku     | naraka       | l'infern, els averns                                                    |

Especialment danna i setsuna s'han incorporat al llenguatge corrent. Una manera habitual de referir-se al patró d'una botiga és danna, i setsuna es fa servir per a referir-se a un instant molt petit. Naraku és un mot poètic i literari per referir-se a l'inframón. La resta de préstecs són essencialment de litúrgia budista.

##### 和製外来語(waseigairaigo)
Dins dels estrangerismes hi ha un subgrup anomenat 和製外来語 (waseigairaigo) que comprèn tots aquells substantius creats al Japó a partir de paraules estrangeres, que, però, o bé tenen un significat diferent de la paraula original, o bé són un compost inexistent en la llengua original. Alguns exemples:
| Mot japonès    | Pronúncia   | Significat               | Mot(s) original(s)     | Equivalents actuals llengua original |
| -------------- | ----------- | ------------------------ | ---------------------- | ------------------------------------ |
| シュークリーム | shuukuriimu | profiterol               | FR: chou + EN: cream   | FR: chou à la crème EN: cream puff   |
| CM/シー・エム  | shii emu    | anunci                   | EN: commercial message | EN: advertisement, ad                |
| SP/エス・ピー  | esu pii     | guardaespatlles          | EN: security + police  | EN: bodyguard                        |
| シャーペン     | shaapen     | llapis de mina           | EN: sharp pencil       | EN: mechanical pencil                |
| ズボン         | zubon       | pantalons, texans        | FR: jupon              | FR: pantalons, jeans                 |
| カンニング     | kanningu    | fer trampes en un examen | EN: cunning            | EN: cheat (on an exam)               |

## Pronoms (代名詞daimeishi)
El japonès té una varietat molt alta de pronoms que es fan servir segons el gènere de qui parla i segons la situació (informal o formal). A diferència de les llengues indoeuropees, els pronoms japonesos han estat sempre una classe de mots molt volàtil, molts han esdevingut obsolets i se n'han creat de nous en el lapse de pocs segles. Els pronoms japonesos es fan servir únicament per a les persones.
A més a més, en contexts formals o simplement no col·loquials, és poc freqüent fer servir els de segona i tercera persona, perquè s'opta per emprar directament el nom o els noms de les persones seguits de sufixos honorífics (さん san, くん kun, etc.)
A continuació en detallem una llista amb les notes d'ús entre parèntesis:
| Persona | Molt informal o vulgar                      | Molt informal o vulgar | Informal                                       | Informal    | Formal                                                    | Formal                             |
| Persona | Singular                                    | Plural                 | Singular                                       | Plural      | Singular                                                  | Plural                             |
| ------- | ------------------------------------------- | ---------------------- | ---------------------------------------------- | ----------- | --------------------------------------------------------- | ---------------------------------- |
| 1a      | 俺 ore (masc.)                              | -ら ra                 | 僕 boku (masc.) 俺 ore (masc.)                 | -ら ra      | 私 watashi (default) 自分 jibun 私 watakushi (molt form.) | -たち tachi                        |
| 1a      | 俺 ore (masc.)                              | -ら ra                 | 私 watashi (masc. i fem.) あたし atashi (fem.) | -たち tachi | 私 watashi (default) 自分 jibun 私 watakushi (molt form.) | -たち tachi                        |
| 2a      | あんた anta (masc. vul.)                    | -たち tachi            | 君 kimi あなた anata                           | -たち tachi | 貴方 anata                                                | -たち tachi                        |
| 2a      | お前 omae (masc.) てめえ temee (masc. pej.) | -ら ra                 | 君 kimi あなた anata                           | -たち tachi | そちら sochira (molt form.)                               | そちら sochira (molt form.)        |
| 2a      | adjectiu/nom                                | - ども domo (pej.)     | 君 kimi あなた anata                           | -たち tachi | そちら sochira (molt form.)                               | そちら sochira (molt form.)        |
| 3a      | そいつ soitsu (pej.) あいつ aitsu (pej.)    | -ら ra                 | 彼 kare ell 彼女 kanojo ella                   | -ら ra      | あの方 ano kata (molt form.)                              | あの方々 ano katagata (molt form.) |
| 3a      | そいつ soitsu (pej.) あいつ aitsu (pej.)    | -ら ra                 | あの人 ano hito 'aquella persona'              |             | あの方 ano kata (molt form.)                              | あの方々 ano katagata (molt form.) |
| 3a      | adjectiu/nom                                | - ども domo (pej.)     |                                                |             | あの方 ano kata (molt form.)                              | あの方々 ano katagata (molt form.) |